# Tristaniopsis parvifolia
Tristaniopsis parvifolia är en myrtenväxtart som beskrevs av Andrew John Scott. Tristaniopsis parvifolia ingår i släktet Tristaniopsis och familjen myrtenväxter. Inga underarter finns listade i Catalogue of Life.